# M&G
Die M&G plc ist ein englischer Vermögensverwalter, der aus der Fusion zwischen M&G Investments und dem europäischen Arm des ehemaligen Mutterkonzerns Prudential entstand und im Oktober 2019 separat gelistet wurde. Das Unternehmen bietet eine Vielzahl an Produkten in Aktien, Anleihen und Immobilien an. Das Unternehmen verwaltet ein Vermögen von circa 321 Milliarden Pfund.

## Über M&G
M&G International Investments Ltd. ist ein traditionsreiches britisches Unternehmen, welches sich auf Asset-Management spezialisiert hat. Das Unternehmen wurde 1901 unter dem Namen Municipal & General Securities, heute kurz M&G, gegründet. Im Jahre 1999 wurde M&G Teil der Prudential Gruppe. Nachdem es im August 2017 wurde M&G mit dem Europäischen Arm der Mutterfirma Prudential zusammengeführt und im Oktober 2019 aus der Gruppe gelöst und getrennt an der LSE als M&G plc gelistet. Seitdem ist M&G auch ein Teil des Britischen Leitindex FTSE 100.
M&G bietet eine große Bandbreite an Fonds und verfügt über Expertise in den verschiedenen Asset-Klassen, von Aktien über Anleihen bis hin zu Gewerbeimmobilien. Die Fonds werden in Großbritannien aber auch in vielen europäischen Ländern, sowie Asien, Nord- und Südamerika und Südafrika angeboten.

## Geschichte
- 1848 Prudential wird als Lebensversicherer in London gegründet.
- M&G legt im Jahr 1931 den ersten Publikumsfonds in Europa auf.
- M&G entwickelt 1954 den ersten offiziellen Anlage-sparplan in Großbritannien.
- M&G legt 1969 den ersten „Recovery“ Fond auf.
- M&G bringt im Jahr 1994 den ersten Fonds für Unternehmensanleihen in Großbritannien heraus.
- M&G 1998 legt den ersten Fonds für High-Yield-Anleihen in Großbritannien auf.
- Im Jahr 1999 wird M&G Teil der Prudential plc, einem der größten Finanzdienstleister der Welt.
- 2017 wird das Unternehmen mit der europäischen Sparte der Prudential unter dem Namen M&GPrudential zusammengeführt.
- 2019 geht die zusammengeführte Gesellschaft als M&G plc separat an die Börse.

## Das internationale Geschäft
M&G betreut Anleger in Großbritannien, Europa, Asien, Nord- und Südamerika und Südafrika. In den letzten Jahren hat M&G sein Vertriebsnetzwerk in Europa rapide ausgebaut. Das deutsche Büro hat seinen Sitz in Frankfurt und ist primär für Vertrieb und das Immobiliengeschäft zuständig.

## Sonstiges
1992 führte M&G den „corporate and staff charity fund“ ein. Seitdem hat das Unternehmen verschiedenste Wohltätigkeitsorganisationen in Großbritannien und somit mehrere Projekte unterstützt. 2018 gründete M&G eine separate Investmentgesellschaft für nicht gelistete Anleihen und 2019 startete M&G einen Fond, dessen Ziel – neben Erträgen – nachhaltiges investieren ist. Im November 2019 geriet das Unternehmen in Kritik, nachdem es einen Immobilienfond vom Handel aussetzte, da dieser in Liquiditätsprobleme geraten war durch den Brexit und die anstehenden Wahlen in Großbritannien.